# Phalotris normanscotti
Espèce
Phalotris normanscotti  est une espèce de serpents de la famille des Dipsadidae.

## Répartition
Cette espèce est endémique du département de Boquerón au Paraguay.

## Étymologie
Cette espèce est nommée en l'honneur de Norman J. Scott.

## Publication originale
- Cabral & Cacciali, 2015 : A New Species of Phalotris (Serpentes: Dipsadidae) from the Paraguayan Chaco. Herpetologica, vol. 71, no 1, p. 72-77.